# Swietikowo
Swietikowo (ros. Светиково) – wieś (sieło) w Rosji, w obwodzie iwanowskim, w rejonie komsomolskim. W 2010 liczyła 222 mieszkańców.